# Panoramica
Panoramica eller Panoramica - Stockholms latinamerikanska filmfestival är en årligt återkommande filmfestival i Stockholm med fokus på latinamerikansk film. Festivalen drivs av den ideella föreningen med samma namn och har stöd av Stockholms läns landsting, Stockholms stad, Svenska filminstitutet och Konstnärsnämnden.
Panoramica äger rum i september varje år och visar filmer från hela den latinamerikanska regionen. Festivalen vill lyfta fram filmer och berättelser som vanligtvis inte visas i Stockholm eller Sverige. Festivalen strävar att ha ett jämlikt filmprogram inför varje år och hade år 2017 lika många kvinnliga som manliga regissörer i sitt filmprogram. År 2017 instiftade festivalen två priser, ett för bästa spelfilm från Latinamerika och ett för bästa dokumentärfilm från Latinamerika. 

## Historia
Festivalen grundades 2014 genom Kulturföreningen Panoramica och hade sin första upplaga 2015 med öppningsfilmen Mr.Kaplan  av Álvaro Brechner och ägde rum på biograferna Bio Rio, Klarabiografen, Midsommargården och Årsta Folkets Hus. Totalt visades 18 filmer med 2 seminarier. Festivalens koordinator motiverade festivalens syfte med att det visas för lite latinamerikansk film i Sverige.
År 2016 genomfördes den andra upplagan av Panoramica på biograferna Bio Rio, Klarabiografen och Zita Folkets Bio där festivalen öppnade med den argentinsk/colombiansk/venezuelanska filmen Embrace of the Serpent av Ciro Guerra.
År 2018 utökade festivalen sitt filmprogram tillsammans med Cinema Queer där båda filmfestivaler visade latinamerikanska filmer med HBTQ-tema. Visningarna ägde rum på bland annat Teater Pero, Zita Folkets Bio och Klarabiografen.

## Priser
År 2017 instiftade Panoramica sitt första filmpris inom två tävlingar. Panoramicas filmpris delas ut inom Bästa dokumentärfilm och Bästa spelfilm från den latinamerikanska regionen.

### Panoramica filmpris: Bästa dokumentärfilm
- 2017 – Tempest av Tatiana Huezo.

### Panoramica filmpris: Bästa spelfilm
- 2017 - You'll Never Be Alone av Alex Anwandter